# Esther Kreitman
Hinde Ester Singer Kreytman (n. 1891 – d. 1954), cunoscută în limba engleză ca Esther Kreitman, a fost o scriitoare de limbă idiș. S-a născut în Biłgoraj, Polonia într-o familie de evrei. Este sora mai mare a scriitorilor Israel Joshua Singer și Isaac Bashevis Singer.